# Xavier de Theux de Meylandt et Montjardin
Pour les articles homonymes, voir Theux (homonymie).
Le chevalier Xavier de Theux (Saint-Trond,1838 – Bruxelles,1896) descend de la famille de Theux de Meylandt et Montjardin, et est l'aïeul de tous les porteurs du nom vivants à ce jour. Docteur en droit de l'Université de Liège et bibliophile averti, il fonde en 1863 avec Camille de Borman et Stanislas Bormans la Société des bibliophiles liégeois. En 1865, il fonde et préside à Bruxelles la Société des bibliophiles de Belgique. Il a été membre de l’Institut archéologique liégeois et membre de conseil d’administration de la bibliothèque royale de Belgique.
Il est l'auteur d’une Bibliographie liégeoise (Bruxelles, Fr.-J. Olivier, 1867, 2 vol.) qui fait référence pour les bibliophiles de la principauté de Liège, à tel point que les libraires qui vendent un livre non répertorié par de Theux ont tendance à indiquer “Inconnu de de Theux”. Conscient d’une part de l’exhaustivité de son travail et d’autre part des limites qu’il s’était fixé en omettant les livres qui n’offraient aucun intérêt, l’auteur avait indiqué dans sa préface:
”J’engage vivement MM. les libraires à s’abstenir, en conséquence, d’ajouter à la suite des articles de leurs catalogues: Non cité dans la Bibliographie liégeoise.”
120 ans après la mort de l’auteur, de nombreux libraires continuent d’ignorer cette recommandation.
Il rédigea également un opuscule concernant “Les délices du pays de Liège et leur éditeur Pierre Lambert de Saumery”
Il avait acquis une bibliothèque considérable qui fût dispersée en 1903 après le décès de son épouse. Les manuscrits et ouvrages uniques qu’il possédait comprenaient un recueil exceptionnel de Mathieu-Antoine Xhrouet présentant des vues de la principauté de Liège et des états avoisinants. Cet ouvrage est resté dans sa descendance. Il s’agit de:
“ Receuille (sic) de diverses veues naturelles mises icy au net et corrigées par Mathieu Xhrouvet, peintre et dessinateur, eschevin et ancien bourguemaitre de Spa. Dessiné sur les lieux mesmes tant par lui que par Ch. Denis de Beaurieux, et Renier Roidkin (de) dessinateur de S. A. E. de Cologne. Fait ce dit ouvrage, l'an 1737.”
Ce portefeuille in-4 oblong de 78 vues à l'encre de Chine, montés sur papier fort concerne Spa et ses environs.
Il édita après le décès de leur auteur, deux ouvrages écrits par son frère Joseph. Il s'agit du Chapitre de Saint Lambert et de la Seigneurie de Montjardin
Il a épousa Eugénie de Thysebaert (1844-1902) qui lui a donné quinze enfants.
Après avoir hérité du château de Montjardin, il construisit sur le même site un deuxième château de style néo-renaissance. Fort abîmé durant la seconde guerre mondiale, celui-ci fut démonté en 1980.